# Смит, Поп
Чарлз Марвин «Поп» Смит (англ. Charles Marvin «Pop» Smith; 12 октября 1856, Дигби, Новая Шотландия — 18 апреля 1927, Бостон, Массачусетс) — канадский и американский бейсболист, игрок второй базы. С 1880 по 1891 год выступал за ряд клубов Главной лиги бейсбола. Член Зала бейсбольной славы Канады.

## Биография
Чарлз Марвин Смит родился 12 октября 1856 года в Дигби в Новой Шотландии. В 1870-х годах его семья переехала в Бостон. Бросив школу, Смит устроился разнорабочим, а в свободное время играл в бейсбол в местных любительских командах. Первой профессиональной командой в его карьере в 1876 году стали «Бингемтон Крикетс». В их составе он провёл два сезона, заработав репутацию быстрого и надёжного оборонительного игрока. В 1878 году Смит играл за команду из Ютики в штате Нью-Йорк, а ещё через год вернулся в Массачусетс и выступал за клуб Национальной ассоциации из Спрингфилда.
В 1880 году Смит дебютировал в главной на тот момент Национальной лиге в составе клуба «Цинциннати Старз». Он был одним из основных её игроков и лидировал по числу RBI и выбитых триплов, хотя средний показатель отбивания составлял всего 20,7 %. Годом позже клуб был исключён из лиги, а Смит по ходу сезона сменил три команды, не сумев закрепиться ни в одной из них. Его эффективность на бите в 1881 году составляла 8,1 %. Немногим лучше он провёл и сезон 1882 года, поиграв за «Филадельфию Атлетикс» и «Луисвилл Эклипс».
Перед стартом сезона 1883 года Смиту предложили контракт в клубе «Коламбус Бакайс», готовившемся дебютировать в чемпионате Американской ассоциации. Он использовал этот шанс, став лучшим в команде по числу заработанных ранов и показателю занятия баз. Его 17 триплов стали лучшим результатом в лиге, по ходу сезона Смит выбил и первый в своей карьере хоум-ран. В 1884 году он отбивал хуже, но оставался одним из лучших защитников лиги. После окончания сезона клуб был объявлен банкротом. Ряд ведущих игроков «Бакайс» перешли в «Питтсбург Аллегейнис».
В составе «Питтсбурга» Смит провёл пять лет, этот отрезок стал самым успешным в его карьере. В 1885 году он выходил первым отбивающим и был лидером команды по числу заработанных ранов. В сезоне 1886 года его перевели на позицию шортстопа и он с Сэмом Баркли составил один из лучших в лиге оборонительных тандемов. Показатель отбивания Смита снизился с 24,9 % до 21,7 %, но он возглавил «Аллегейнис» по числу украденных баз. В последующие три сезона его атакующая эффективность снижалась, но в защите он играл на всё таком же высоком уровне. В конце 1880-х годов среди других игроков и журналистов он стал известен под прозвищем «Поп».
В 1889 году место шортстопа в «Питтсбурге» занял Джек Роу, лучше игравший на бите. Смит покинул команду и перешёл в «Бостон Бинитерс». В составе «Бостона» он набрал 59 RBI, установив личный рекорд. В следующем сезоне все игроки основного состава «Бинитерс», за исключением Смита, перешли в конкурирующую Лигу игроков. Главный тренер команды Фрэнк Сели назначил его капитаном, по итогам чемпионата он стал лучшим по числу триплов и количеству занятых баз, а также украл рекордные для себя 39 баз.
Лига игроков прекратила существование перед стартом сезона 1891 года. Сели собрал новый состав «Бинитерс», в котором Смиту места уже не нашлось. Он перешёл в «Вашингтон Стейтсмен», но не смог закрепиться даже в худшей команде лиги. После 27 матчей с показателем отбивания 17,8 % его отчислили. Больше в Главную лигу бейсбола Смит не возвращался, хотя в течение ещё десяти лет он успешно играл в различных командах младших лиг.
После завершения карьеры Смит поселился в Бостоне, где работал мотористом уличной железной дороги. Он был женат, вырастил сына. Скончался Поп Смит 18 апреля 1927 года в возрасте 70 лет. В июне 2005 года он был избран в Зал славы канадского бейсбола.